# Andrijiwka (Berdjansk)
Andrijiwka (ukrainisch Андріївка; russisch Андреевка Andrejewka) ist eine Siedlung städtischen Typs im Südosten der ukrainischen Oblast Saporischschja mit 2900 Einwohnern (2014).

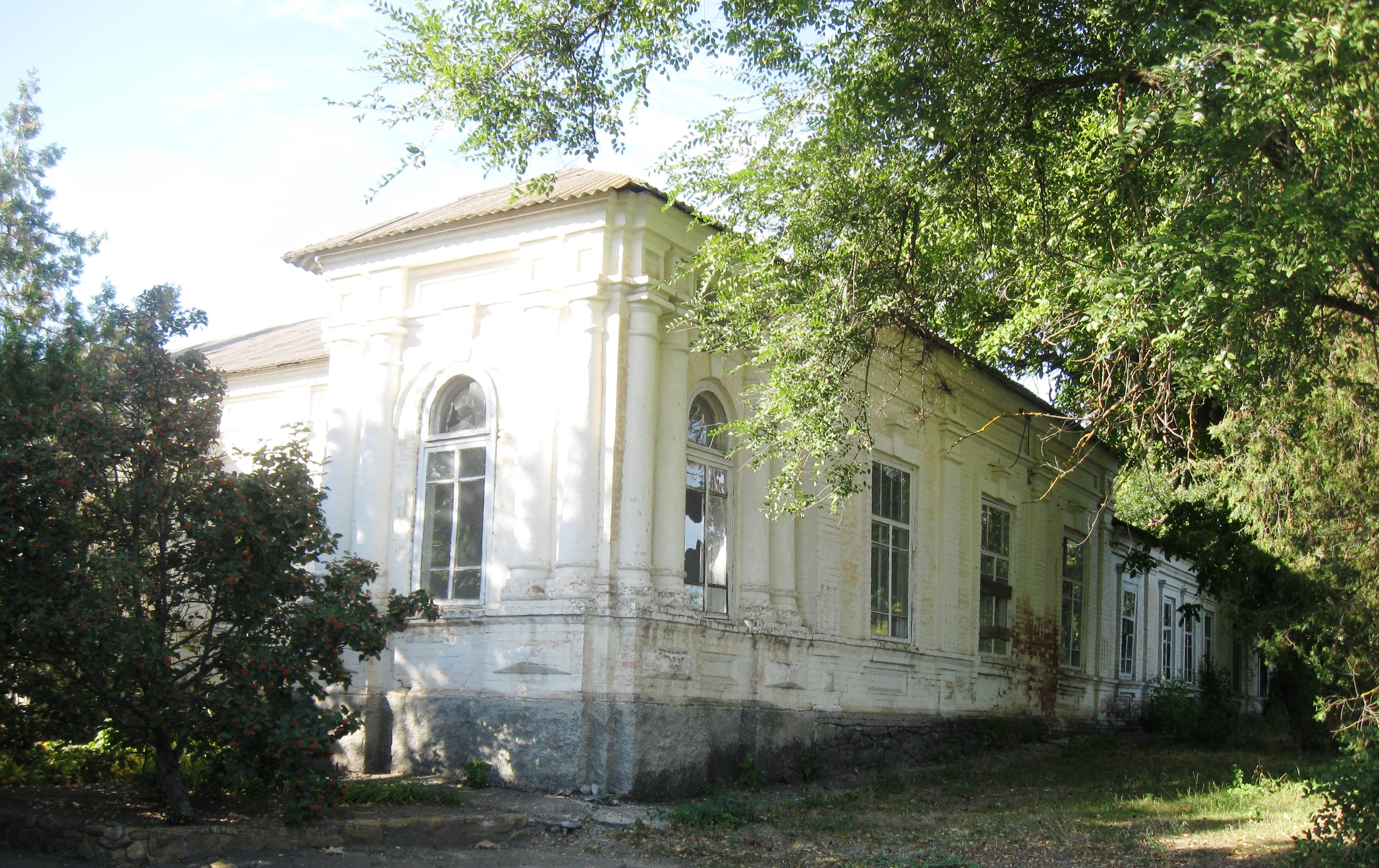
Gebäude im Ort

Die Ortschaft wurde 1809 gegründet und ist seit 1957 eine Siedlung städtischen Typs. Zwischen 1924 und 1962 war sie Rajonszentrum des gleichnamigen Rajons Andrijiwka.

## Geographie
Andrijiwka liegt im Norden des Rajon Berdjansk 44 km nördlich vom Rajonzentrum Berdjansk am Ufer des Flusses Kiltytschtschja (ukrainisch Кільтиччя), ein 70 km langer, linker Nebenfluss der Obytitschna (ukrainisch Обитічна).
Durch die Siedlung führt die Territorialstraße T–08–15.

## Verwaltungsgliederung
Am 12. Juni 2020 wurde die Siedlung zum Zentrum der neugegründeten Siedlungsgemeinde Andrijiwka (Андріївська селищна громада/Andrijiwska selyschtschna hromada). Zu dieser zählen auch die 13 in der untenstehenden Tabelle aufgelistetenen Dörfer, bis dahin bildete sie zusammen mit den Dörfern Dachno, Iwaniwka, Nowosilske, Sachno, Sofijiwka und Uspeniwka die gleichnamige Siedlungsratsgemeinde Andrijiwka (Андріївська селищна громада/Andrijiwska selyschtschna rada) im Norden des Rajons Berdjansk.
Folgende Orte sind neben dem Hauptort Andrijiwka Teil der Gemeinde:
| Name                     | Name         | Name                         |
| ukrainisch transkribiert | ukrainisch   | russisch                     |
| ------------------------ | ------------ | ---------------------------- |
| Dachno                   | Дахно        | Дахно                        |
| Dolynske                 | Долинське    | Долинское (Dolinskoje)       |
| Dmytriwka                | Дмитрівка    | Дмитровка (Dmitrowka)        |
| Iwaniwka                 | Іванівка     | Ивановка (Iwanowka)          |
| Kosa                     | Коза         | Коза                         |
| Krymka                   | Кримка       | Крымка (Krimka)              |
| Nowosilske               | Новосільське | Новосельское (Nowoselskoje)  |
| Oleniwka                 | Оленівка     | Оленовка (Olenowka)          |
| Sachno                   | Сахно        | Сахно                        |
| Schewtschenka            | Шевченка     | Шевченко (Schewtschenko)     |
| Schewtschenkowe          | Шевченкове   | Шевченково (Schewtschenkowo) |
| Sofijiwka                | Софіївка     | Софиевка (Sofijewka)         |
| Uspeniwka                | Успенівка    | Успеновка (Uspenowka)        |